# São João do Polêsine
São João do Polêsine è un comune del Brasile nello Stato del Rio Grande do Sul, parte della mesoregione Centro Ocidental Rio-Grandense e della microregione di Restinga Seca.
Istituito nel 1992, con i suoi 3 000 abitanti circa è un comune in via di sviluppo.

## Geografia fisica
Protetto da una bella valle nella tranquillità dell'interno del Rio Grande do Sul, il comune è situato nella parte centrale della Valle di Jacuí, a 45 chilometri da Santa Maria e fa parte della cosiddetta quarta colonia italiana d'immigrazione del Brasile.

## Origini del nome
Inizialmente il comune era chiamato Terra de Manoel Py. L'attuale toponimo São João do Polêsine è nato dall'unione di religiosità e ricordo della terra d'origine dei coloni italiani: deriva dal patrono San Giovanni Battista, come ringraziamento per la buona accoglienza nella nuova terra, e dal Polesine, terra delle pianure padane nel Nord Italia di cui si vuole mantenere vivo il ricordo.

## Storia
Il processo istitutivo ebbe inizio nel 1986, quando il governo statale autorizzò una consultazione referendaria per istituire il comune di São João do Polêsine, esteso fino all'attuale strada RSC-287; il voto però non ebbe successo. Nel 1991 si tenne un secondo referendum, questa volta su un'area più piccola, che ebbe successo: il comune di São João do Polêsine fu così istituito il 20 marzo 1992, con la legge statale n. 9.601.
Nel 2006 fu inaugurata la biblioteca, che oggi conta una collezione di duemila opere.

## Monumenti e luoghi d'interesse
Come in tutte le città italiane, anche se composte da immigrati, la religiosità di São João do Polêsine è notevole: cappelle e capitelli sono disseminati nelle numerose frazioni comunali, con la sua architettura molto particolare. In questo municipio, precisamente a Ribeirão, nacque il religioso João Luiz Pozzobon (1904-1985), canonizzato. 
- Chiesa del Corpus Christi, a Vale Vêneto.
- Monumento a Nostra Signora di Salete, patrona dei contadini: salendo i suoi 77 gradini, è possibile contemplare la bellezza della valle.
- Casa museo di João Luiz Pozzobon.
- Centro di supporto alla ricerca paleontologica, parte dell'Università Federale di Santa Maria, studia i numerosi fossili del Triassico presenti nella zona.[2]

## Economia
Gran parte della popolazione di San Joao do Polêsine lavora nell'agricoltura, coltivando in particolare il riso, oltre a mais e fagioli, e dedicandosi all'allevamento del bestiame o nelle industrie di trasformazione. Per l'irrigazione delle colture viene tuttora utilizzato un grande motore a vapore, che conserva ancora oggi la grandezza di un tempo e contribuisce a raccontare parte della storia della città.
La Sagra regionale del riso si svolge la terza domenica di maggio e porta a San Joao do Polêsine persone provenienti da diverse città vicine, che vengono a degustare quello che viene considerato uno dei migliori risi prodotti nella regione e altri piatti tipici della cucina italiana.
La vocazione al lavoro della terra è visibile anche prima di arrivare a São João do Polêsine, quando le piantagioni di riso indicano al visitatore che la città è vicina. Questo rapporto con la natura ha fatto sì che le sue risorse naturali siano rimaste molto ben conservate. Pianificare una passeggiata attraverso le valli e le colline che circondano São João do Polêsine o visitare la riserva di Pedras Brancas, un'area di foresta autoctona, con sentieri ecologici, sono alcune delle opzioni più salutari.

## Geografia antropica

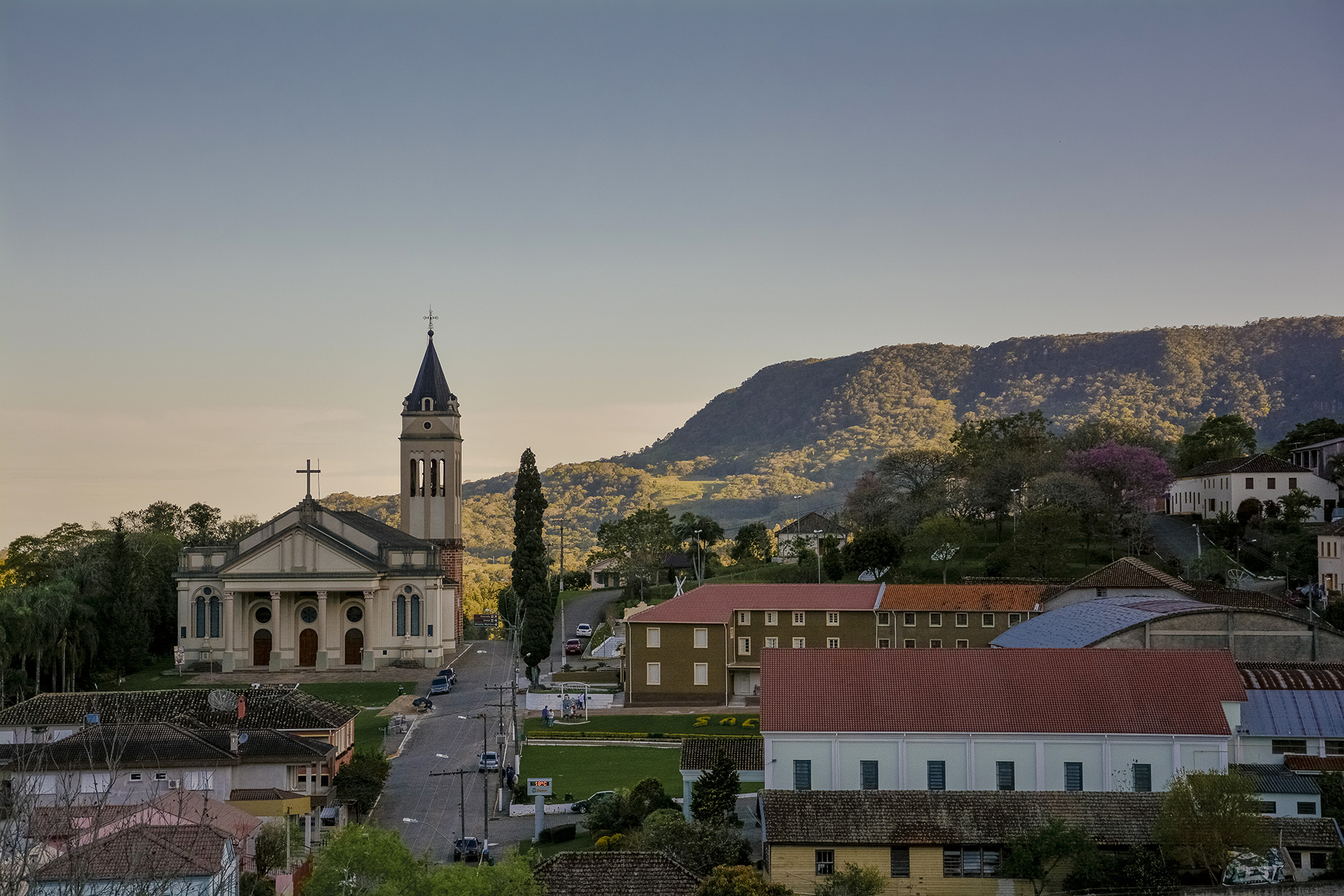
Vale Vêneto

Il comune è suddiviso in tre distretti:
- Sede: Centro, Vila Nova São Lucas, Vila Ceolin, Linha do Monte, Ribeirão e Linha Bonfim;
- Vale Vêneto
- Recanto Maestro